# Ruta Nacional 200 (Argentina)

Mapa de la antigua ruta nacional 200.

La Ruta Nacional 200 era el nombre que tenía antes de 1980 la carretera de 67 km en el noreste de la Provincia de Buenos Aires, República Argentina que une la estación de ferrocarril Merlo con la ciudad de Navarro.
Mediante el Decreto Nacional 1595 del año 1979 esta ruta pasó a la jurisdicción de la provincia de Buenos Aires. La transferencia se efectivizó mediante la Ley Provincial 10.656 publicada en el Boletín Oficial el 7 de septiembre de 1988. De esta manera se cambió el nombre a Ruta Provincial 200. En el año 2002 Vialidad Provincial integró este camino a la Ruta Provincial 40, que actualmente se extiende de Merlo a la estación de ferrocarril Norumbega, partido de Nueve de Julio, en la intersección con la Ruta Provincial 61. A pesar de esto último, en algunos carteles y mapas sigue figurando con la vieja denominación.

## Localidades

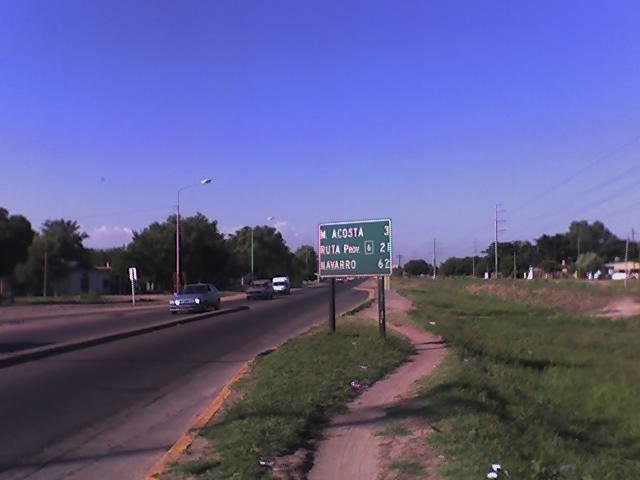
Ruta 200 en el partido de Merlo.

Las localidades por las que pasa esta ruta de noreste a sudoeste son las siguientes:

### Provincia de Buenos Aires
Recorrido: 67 km (km 31-98)
- Partido de Merlo: Merlo y Mariano Acosta.
- Partido de Marcos Paz: Marcos Paz.
- Partido de General Las Heras: General Hornos y General Las Heras.
- Partido de Navarro: Navarro.